# Aenictus moebii
Aenictus moebii är en myrart som beskrevs av Carlo Emery 1895. Aenictus moebii ingår i släktet Aenictus och familjen myror.

## Underarter
Arten delas in i följande underarter:
- A. m. moebii
- A. m. sankisianus